# Guéthary
Guéthary é uma comuna francesa na região administrativa da Nova Aquitânia, no departamento dos Pirenéus Atlânticos. Estende-se por uma área de 1,4 km². Em 2010 a comuna tinha 1 365 habitantes (densidade: 975 hab./km²).